# Sputnik (2013)
Sputnik ist ein deutscher Kinderfilm von Markus Dietrich aus dem Jahr 2013. Der Film spielt wenige Tage vor dem Mauerfall 1989 in der DDR. Produziert wurde der Film von ostlicht filmproduktion GmbH.

## Handlung
Die zehnjährige Frederike möchte mit ihrem Onkel Mike und den Freunden Fabian und Jonathan einen Satelliten starten, der eine Friedensbotschaft an die Raumstation Mir sendet. Der Testlauf zum Start des Satelliten funktioniert und wird durch den Abschnittsbevollmächtigten (ABV) Mauder unterbrochen. 
Frederike und ihre beiden Freunde erhalten am nächsten Tag, dem 4. November 1989, einen zweiten Tadel von der Polytechnischen Oberschule. Der Tag wird aber noch schlimmer, da ihrem Onkel die Ausreise aus der DDR bewilligt wurde und er bis zum Abend das Land verlassen muss. Mike übergibt das Kommando an Frederike, die jetzt Captain der weltraumbegeisterten Freunde ist. Über eine Science-Fiction-Serie kommt das Mädchen auf die Idee, eine Apparatur zu bauen, die den Onkel durch die Telefonleitung wieder zurück in das Dorf beamt. Währenddessen planen die Eltern wie schon einige Male zuvor heimlich die Ausreise aus der DDR und wollen dies auch vor ihrer Tochter erst einmal geheim halten. Frederike hat die Pläne aber belauscht und ist damit nicht einverstanden, da sie Angst hat, ihre Freunde zu verlieren. 
Für die Konstruktion werden spezielle Teile benötigt, die Frederike nur über den Betreiber der Verkaufsstelle, Herrn Karl, unter der Ladentheke besorgen kann. Mauder hat die Kinder aber seit dem Vorfall mit den Satelliten verstärkt unter Beobachtung und nimmt ein paar Tage später Herrn Karl wegen des illegalen Handels fest und konfisziert die benötigte Glaslinse. Mit einer Ablenkung gelingt es den Kindern wieder, an das benötigte Material zu kommen. Dabei wurden sie aber von Oliver gesehen, der dies eigentlich melden möchte. Er wird aber von Fabian, Jonathan und Frederike gefangen genommen, damit er die Gruppe nicht verrät. 
Am Abend des 9. November 1989 wird das Experiment während der Verkündung des neuen Reisegesetzes durch Günter Schabowski gestartet. Die Vorrichtung sorgt dafür, dass im kompletten Dorf der Strom ausfällt. Fabian und Jonathan schließen darauf, dass nicht, wie geplant, Frederike nach West-Berlin gebeamt wurde, sondern alle Erwachsenen der Gaststätte, die von der Familie Bode betrieben wird. Frederike sucht verzweifelt nach den Eltern, die selbst zuvor nach Berlin gefahren sind. Mit einem Notstromaggregat schalten die Kinder den Fernseher an und sehen Berichte über Menschen, die an der Grenze in Berlin stehen, darunter ist auch der Vater von Oliver. Die Kinder möchten die Erwachsenen wieder zurückbeamen. Da man kein Telefon benutzen kann, kommt Oliver auf die Idee die Menschen mithilfe eines Funksignals zu erreichen. Es gelingt ihnen, das Dorf Malkow wieder mit Strom zu versorgen und ein Funksignal an einen Grenzposten zu senden. Sie geben sich als einen Oberst der NVA aus und verhindern, dass die Soldaten auf das eigene Volk schießen. Am nächsten Tag kommen die Eltern mit großem Jubel aus Berlin zurück. Die Eltern von Frederike planen nun nicht mehr umzuziehen.

## Kritik
Der Film wurde mit dem Prädikat „besonders wertvoll“ der Deutschen Film- und Medienbewertung ausgezeichnet: „Die Geschichte, in der es um Freundschaft, Träume, Konflikte mit den Erwachsenen und das Vertrauen in die eigene Stärke geht, ist so universell, dass Kinder den Film überall verstehen werden.“
In einer Kritik der Zeitung Die Welt von Michael Pilz wird der Film ebenfalls positiv bewertet, jedoch sieht Pilz im Film eine Identitätsbildung wie bei ähnlichen „Zonenkindern“.